# イーグルスMMA
イーグルスMMA（英語: Eagles MMA）は、選手にトレーニングと管理サービスを提供するロシアの総合格闘技組織。元UFC世界ライト級王者のハビブ・ヌルマゴメドフと、ロシアの実業家ジヤブディン・マゴメドフによって2016年に設立された。

## 騒動
2024年6月、イーグルスMMAはダゲスタン・テロ攻撃の加害者の1人であるガジムラド・カギロフがイーグルスMMAと関係があると報告された後、連邦保安局の調査対象となった。ハビブ・ヌルマゴメドフはテロ攻撃を非難する声明を発表し、カギロフはジムで数か月の間トレーニングをしていたが、正式なチームの一員ではなかったと述べている。

## 所属選手
- ハビブ・ヌルマゴメドフ
- イスラム・マカチェフ
- ウスマン・ヌルマゴメドフ
- ウマル・ヌルマゴメドフ
- アブバカル・ヌルマゴメドフ
- ヴィタリー・ミナコフ
- セルゲイ・パブロビッチ
- タギル・ウランベコフ
- スルタン・アリエフ（英語版）
- オマリ・アフメドフ
- サパルベク・サファロフ（英語版）
- ラスール・ミルザエフ
- ハサン・マゴメドシャリポフ（英語版）
- マラット・ガフロフ（英語版）
- ガジ・ラバダノフ